# Herb Lubartowa
Herb Lubartowa – jeden z symboli miasta Lubartów w postaci herbu.

## Wygląd i symbolika
Herb przedstawia na tarczy dwudzielnej w pas przedstawia w górnym czerwonym polu postać rycerza w zbroi na białym koniu, z trzymanym w prawej ręce mieczem wzniesionym nad głowę, dzierżącego w lewej ręce tarczę z podwójnym złotym krzyżem. W polu dolnym niebieskim przedstawia dwa białe lamparty zwrócone do siebie, skaczące na zielone drzewo liściaste.
Lamparty w przedstawieniu herbowym nawiązują do nazwy miasta, w języku staropolskim lamparta zwano lewart, oraz do herbu założyciela miasta, Piotra Firleja, który pieczętował się herbem Lewart.

## Historia
Herb o tarczy dwudzielnej w pas pochodzi z nadania królewskiego wydanego na prośbę Pawła Karola Sanguszki przez Augusta III 22 listopada 1744. Dokument potwierdzał przywileje miejskie Lubartowa i ustanawiał jednocześnie nowy herb, dodając litewską Pogoń w górnym polu. 

... w polu dzielonym w pas, od czoła czerwonym, na srebrnym koniu w biegu zbrojny rycerz z tarczą na lewym ramieniu, na której złoty krzyż patriarszy, od podstawy błękitnym, drzewo zielone, na które skaczą dwa lamparty srebrne. Owalna tarcza umieszczona jest w złotym kartuszu.

Jednakże herb taki zaczął być używany przez miasto dopiero 10 lutego 1993, po ustanowieniu go Uchwałą Rady Miejskiej Nr XXXV/197/93. Wcześniej używano herbu przedstawiającego w polu czerwonym dwa wspięte złote lamparty na zielonej murawie, zwrócone do siebie, wspinające się na zielone drzewo liściaste.